# Léon Duplessis
Léon Duplessis (ur. 2 kwietnia 1853 w Kassel - zm. 1912) – francuski prawnik, dyplomata i urzędnik konsularny, poeta i dramaturg.

## Życiorys
Urodził się w rodzinie francuskiego generała oraz matki - Niemki. Studiował na uniwersytetach - w Paryżu i Giessen, gdzie uzyskał licencjat z prawa. Pełnił cały szereg funkcji we francuskiej służbie zagranicznej, m.in. attaché w ambasadzie w Limie (1875-1876) i Berlinie (1876-1878), wicekonsula w Barranquilla (1878-1879), Królewcu (1879-1885), i Norymberdze (1885-1894), konsula w Helsinkach (1894-1898) i Gdańsku (1898-1904), konsula generalnego w Mannheim (1904-1906), i następnie przeszedł na emeryturę.
Został wyróżniony Legią Honorową (1900).